# Tour della nazionale maschile di rugby a 15 della Romania 1927
Nel 1927 la nazionale romena di rugby a 15 riapapre sulla scena dopo gli esordi del primo dopoguerra. Un tour in giro per l'Europa, vede due sconfitte contro Francia e Germania e una vittoria contro la Cecoslovacchia.

## I risultati
| Parigi 15 maggio 1927 | Francia B | 44 – 3 | Romania | (Charlety) |

| Heidelberg 19 maggio 1927 | Germania | 6 – 0 | Romania | Fritz Grunebaum Stadium |

| Bratislava 22 maggio 1927 | Cecoslovacchia | 5 – 21 | Romania |  |

## La squadra
A Bals
R Ekert
P Florian
T Florian
I Girlesteanu
I Jipescu
H Manu
N Marascu
A Marasescu
S Mihailescu
G Nicola
Peuciulescu
G Sfetescu
N Sfetescu
N Vardala
D Bratulescu
A Ioan
Plumiee
N Soculescu
N Anastasiade
V Socolescu
E Stoian